# خالد بن یحیی
خالد بن یحیی (انگلیسی: Khaled Ben Yahia؛ زادهٔ ۱۲ نوامبر ۱۹۵۹) بازیکن فوتبال اهل تونس است.
از باشگاه‌هایی که در آن بازی کرده‌است می‌توان به باشگاه فوتبال اسپرانس تونس اشاره کرد.
وی همچنین در تیم ملی فوتبال تونس بازی کرده‌است.